# Пруд-охладитель

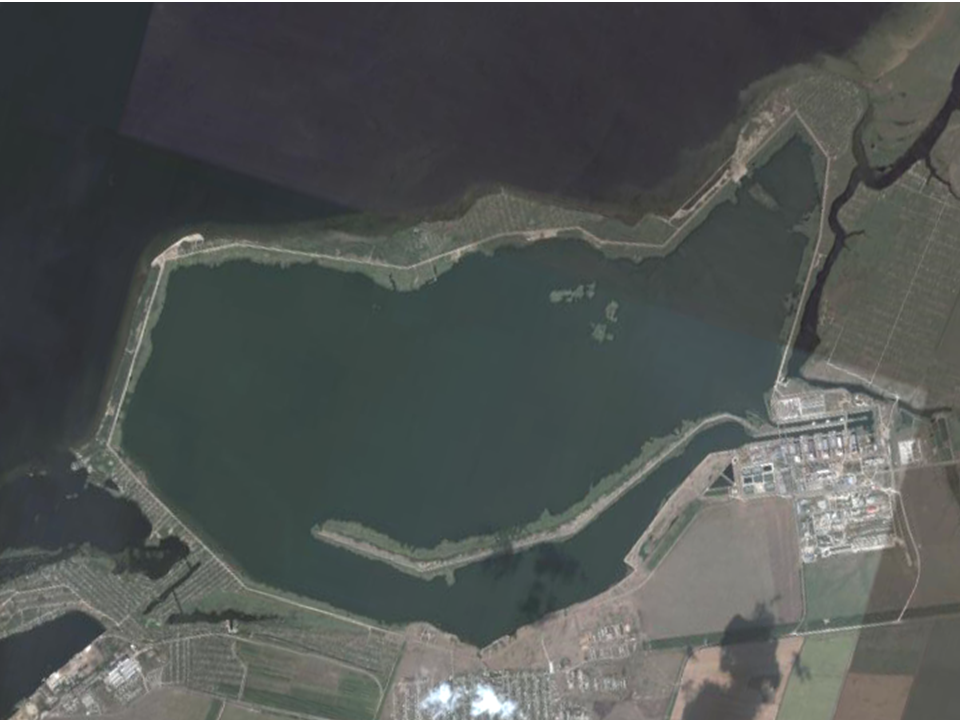
Водохранилище-охладитель Балаковской АЭС

Пруд-охладитель (охлаждающий пруд, охладительный пруд, водоём-охладитель) — естественный или искусственный открытый водоём для охлаждения нагретой циркуляционной воды в системах оборотного водоснабжения тепловых и атомных электростанций или промышленного предприятия.
Охлаждение воды в пруде осуществляется вследствие испарения и конвективной теплоотдачи.
Охладительные пруды устраиваются в непосредственной близости от сооружаемых электростанций на реках, перекрываемых плотинами, на озёрах или участках вне водотоков, ограждаемых дамбами и наполняемых из удалённого источника водоснабжения.

## Применение
ТЭС и АЭС потребляют значительное количество воды для конденсации отработавшего в паровых турбинах пара и охлаждения основного и вспомогательного оборудования. В тех случаях, когда в районе сооружения станции нет источника с достаточным расходом воды, применяют оборотную систему водоснабжения с многократным использованием технической воды. Одним из вариантов охладителя воды в таких системах является водоём-охладитель.
Системы водоснабжения с водоёмом-охладителем являются наиболее распространёнными на действующих конденсационных электростанциях.
Глубина водоёма-охладителя должна быть не менее 3,5 — 4 м, площадь зеркала определяется мощностью электростанции, количеством сбрасываемой теплоты, климатическими условиями района и формой водоёма.
Альтернативным вариантом охлаждения циркуляционной воды является применение градирен или брызгальных бассейнов.

## Преимущества и недостатки
Пруды-охладители сравнительно просты в эксплуатации, их применение исключает необходимость подъёма охлаждающей воды на значительную высоту.
Недостатки:
- низкая удельная теплоотдача с поверхности, требующая значительной площади зеркала пруда и, следовательно, затопления значительной территории;
- сильная зависимость интенсивности охлаждения от времени года и погодных условий;
- снижение качества воды в результате попадания в пруд различных стоков и ее цветения в летний период;
- сокращение объема пруда в результате образования иловых отложений.